# Brest Challenger 2023
Il Brest Challenger 2023, noto come Open Brest-Crédit Agricole 2023 per motivi di sponsorizzazione, è stato un torneo maschile di tennis professionistico giocato sul cemento indoor. È stata la 23ª edizione del torneo e faceva parte della categoria Challenger 100 nell'ambito dell'ATP Challenger Tour 2023. Si è giocato alla Brest Arena di Brest, in Francia, dal 23 al 29 ottobre 2023.

## Partecipanti

### Teste di serie
| Nazionalità | Giocatore          | Ranking* | Testa di serie |
| ----------- | ------------------ | -------- | -------------- |
| Francia     | Richard Gasquet    | 62       | 1              |
| Portogallo  | Nuno Borges        | 74       | 2              |
| Spagna      | Jaume Munar        | 83       | 3              |
| Francia     | Benjamin Bonzi     | 89       | 4              |
| Francia     | Constant Lestienne | 93       | 5              |
| Francia     | Hugo Gaston        | 96       | 6              |
| Regno Unito | Liam Broady        | 100      | 7              |
| Belgio      | David Goffin       | 105      | 8              |

* Ranking al 16 ottobre 2023.

### Altri partecipanti
I seguenti giocatori hanno ricevuto una wild card per il tabellone principale:
- Titouan Droguet
- Richard Gasquet
- Giovanni Mpetshi Perricard

I seguenti giocatori sono entrati in tabellone come special exempt:
- Kyrian Jacquet
- Dennis Novak

I seguenti giocatori sono passati dalle qualificazioni:
- Gabriel Diallo
- Calvin Hemery
- Matteo Martineau
- Duje Ajduković
- Arthur Fery
- Ryan Peniston

I seguenti giocatori sono entrati in tabellone come lucky loser:
- Geoffrey Blancaneaux
- Gijs Brouwer
- Frederico Ferreira Silva

## Punti e montepremi
| Torneo    | Torneo              | V      | F     | SF    | QF    | 2T    | 1T    | Q | Q2  | Q1  |
| Singolare | Punti               | 100    | 60    | 36    | 20    | 9     | 0     | 5 | 2   | 0   |
| Singolare | Premi in denaro (€) | 16,020 | 9,415 | 5,555 | 3,240 | 1,900 | 1,160 | – | 580 | 290 |
| Doppio    | Punti               | 100    | 60    | 36    | 20    | –     | 0     | – | –   | –   |
| Doppio    | Premi in denaro (€) | 6,845  | 4,050 | 2,400 | 1,420 | –     | 800   | – | –   | –   |

## Campioni

### Singolare
Pedro Martínez ha sconfitto in finale  Benjamin Bonzi con il punteggio di 7–6(6), 7–6(1).

### Doppio
Yuki Bhambri /  Julian Cash hanno sconfitto in finale  Robert Galloway /  Albano Olivetti con il punteggio di 6(5)–7, 6–3, [10–5].